# Кутузы
 Кутузы  — деревня в Пижанском муниципальном округе Кировской области.

## География
Расположена на расстоянии примерно 17 км по прямой на запад-юго-запад от райцентра поселка Пижанка.

## История
Деревня известна с 1873 года как починок За речкой Дяхтянкой (Зыков), в котором дворов 5 и жителей 70, в 1905 учтены были село Зыково (Кутузы) и деревня Кутузы (При речке Дегтянке), в которых дворов было 5 и 17, а жителей 6 и 114. В 1926 году это уже была единая деревня Кутузы или Зыково (дворов 23 и жителей 101), в 1950 (Кутузы) дворов 8 и жителей 33, в 1989 году 37 жителей. До 2020 года входила в состав Безводнинского сельского поселения до его упразднения.

## Население
Постоянное население составляло 26 человек (русские 81%) в 2002 году, 24 в 2010.